# El Castillo (Meta)
El Castillo es un municipio colombiano situado en el departamento del Meta.

## Toponimia
El nombre del municipio se dio en honor a un sargento de la Policía de apellido Castillo, quien fue uno de los responsables de la seguridad en los inicios del municipio, quien falleció en un accidente durante los años 70 (aproximadamente en 1976)

## División Político-Administrativa
Además de su Cabecera municipal. El Castillo tiene bajo su jurisdicción los siguientes Centros poblados:
- Medellín del Ariari
- Miravalles
- Puerto Esperanza

## Historia
Los primeros pobladores se asentaron a orillas del Caño Uruimes, con el paso del tiempo este fue elevado a la categoría de inspección de policía del Municipio de San Martín, bajo el nombre de inspección de Urimes; para 1963 se cambia el nombre a La Cal, que es nuevamente cambiado en 1976 cuando fue creado como Municipio con su nombre actual de El Castillo.
Fue elevado a Municipio mediante la Ordenanza No.001 del 19 de febrero de 1976.
Algunos de los fundadores del municipio fueron Pepe Olaya, Sibel Mora, Juan Moreno, Juan Villamizar, Paco Penagos entre otros, quienes gestionaron la infraestructura inicial del municipio. 

## Geografía
Tiene una precipitación media anual de 3.700 mm y su temperatura promedio es de 28 °C.

### Límites
El Municipio se localiza al noroccidente del Departamento; en la región conocida como Alto Ariari
| Noroeste: Cubarral (Parque nacional natural Sumapaz) | Norte: Cubarral (Parque nacional natural Sumapaz)             | Nordeste: El Dorado (Río Los Urumies)   |
| Oeste: Lejanías                                      |                                                               | Este: San Martín y Granada (Río Ariari) |
| Suroeste: Lejanías                                   | Sur: Límite entre Lejanías (Río Yucape) y Granada (Río Guape) | Sureste: Granada                        |

### Hidrografía
Al municipio cruzan por la parte occidental el Río Guape y al Este el Río Ariari donde se unen al sureste del Municipio, al noroeste esta la laguna El Guape, cruzan el Municipio el Río La Cal, y los caños de Dulce, Embarrado, Urimes y Yamanes.

### Economía
La agricultura se destaca como la principal fuente de ingresos del municipio especialmente cultivos de Maíz, arroz, yuca, plátano y maracuyá, además de cultivos en menor escala de banano, aguacate, guayaba y algunos cítricos.
La Ganadería ocupa el segundo sector de la economía municipal tanto en la producción de leche como en la producción de carne.
El sector industrial no se encuentra muy desarrollado su principal exponente en una secadora de maíz que se encuentra dentro de la cabecera municipal, existen numerosas medianas y pequeñas empresas de trasformación de materia prima producidas en la región

## Servicios públicos
- Energía Eléctrica: Electrificadora del Meta (EMSA), es la empresa prestadora del servicio de energía eléctrica.
- Gas Natural: Llanogas, es la empresa distribuidora y comercializadora de gas natural en el municipio.